# بودیسم در میانمار

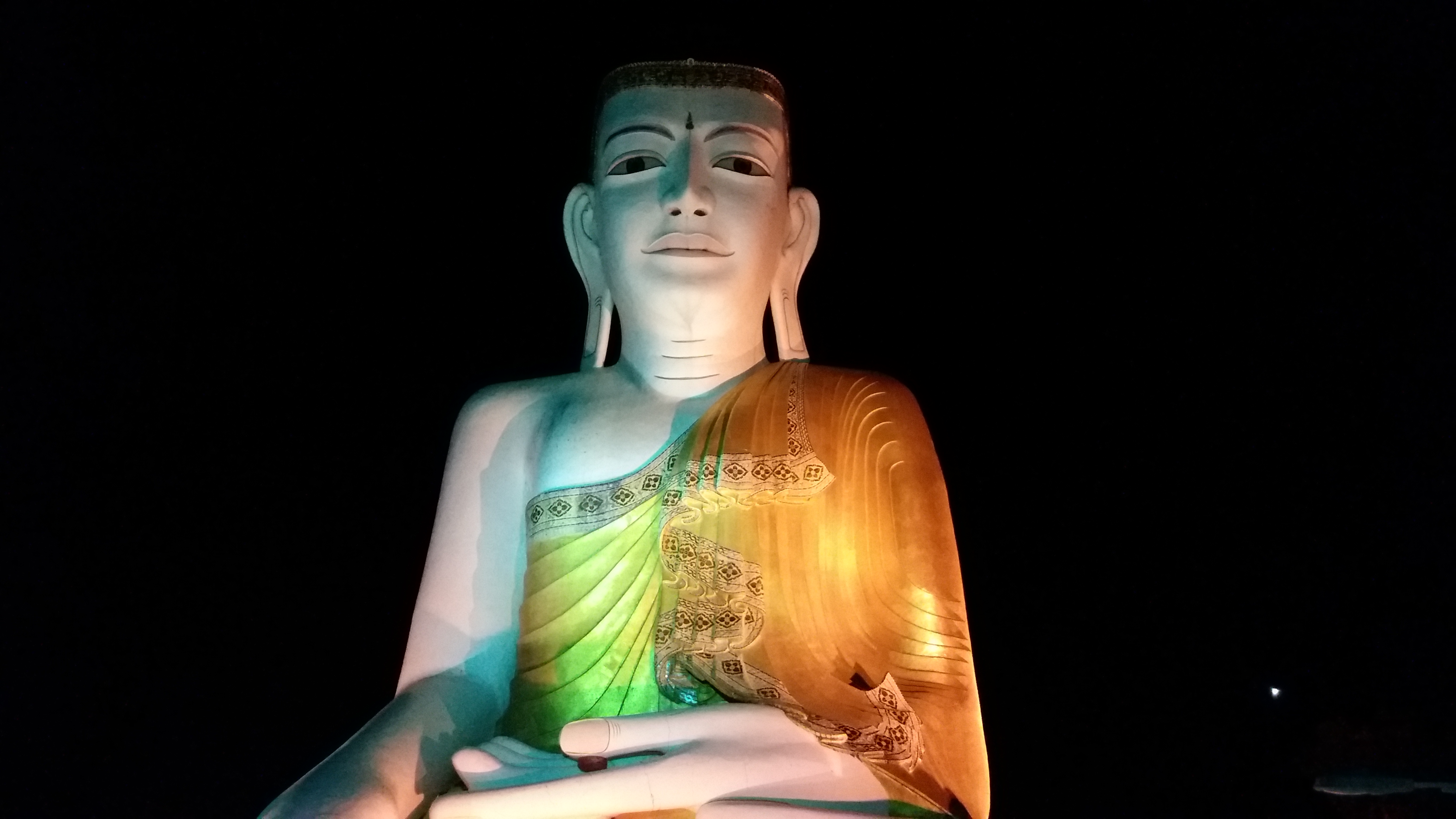
مجسمه بودا

بودیسم در میانمار (برمه‌ای: ဝိဇ္ဇာ) به‌ویژه بودیسم ترواده (برمه‌ای: ထေရဝါဒဗုဒ္ဓဘာာသာ)،[۶] به‌طور خاص مذهب بودای ترواده (به برمه‌ای: ထေရဝါဒဗုဒ္ဓဒဗုဒဒ္ဓဘဘာသ۴، دین رسمی میانمار از سال ۱۹۶۱ است که ۹۰٪از مردمان این کشور از پیرو آن هستند. این کشور مذهبی‌ترین کشور بودایی از نظر نسبت راهبان در جمعیت و نسبت درآمد صرف شده برای دین است. طرفداران به احتمال زیاد در میان مردم غالب بامار، شان، راخین، مون، کارن و چینی یافت می‌شوند که به خوبی در جامعه ی برمه ادغام شده‌اند. راهبان که در مجموع به عنوان سانگه (جامعه) شناخته می‌شوند، اعضای محترم جامعه برمه هستند. در میان بسیاری از گروه‌های قومی در میانمار، از جمله بامار و شان، بودیسم ترواده همراه با پرستش نات‌ها، ارواحی هستند که می‌توانند در امور دنیوی شفاعت کنند.
در مورد انجام فرضیات بودیسم، دو شیوهٔ برجسته رایج است: «شایستگی سازی» یا فضیلت، و مراقبه ویپاسانا. همچنین مسیر کمتر رایج ویتزا (weizza) نیز وجود دارد. شایستگی سازی رایج‌ترین مسیری است که بوداییان برمه‌ای در پیش گرفته‌اند. این مسیر شامل رعایت احکام پنج‌گانه و انباشت شایستگی نیکو از طریق صدقه (دانا، اغلب به راهبان به معنای پیشکش، صدقه، اهدا و هدیه است اما بیش از بخشش مادی) و اعمال نیک برای به دست آوردن یک تولد دوبارهٔ مطلوب (بوداهود) است.